# Zoth Ommog Records
Zoth Ommog Records - nazwa nieistniejącej już wytwórni płytowej specjalizującej się w promowaniu muzyki industrialnej.
Wytwórnia została utworzona w Niemczech przez producenta Andreasa Tomallę znanego także jako Talla 2XLC, następnie także przez Torbena Schmidta. Wydawnictwo działało w latach 1989–1999. W Stanach Zjednoczonych pozycje katalogowe z Zoth Ommog Records zdecydowały się wydać ponownie Cleopatra Records oraz Metropolis.

## Artyści działający w Zoth Ommog
- Leaether Strip
- X Marks The Pedwalk
- Bigod 20
- Lights of Euphoria
- Klinik